# باشگاه فوتبال هگلمن
باشگاه فوتبال هگلمن (لیتوانیایی: FC Hegelmann) باشگاهی فوتبال در لیتوانی است که در راودندواریس (نویژس) واقع شده و در لیگ آ لیتوانی، بالاترین سطح فوتبال در این کشور، بازی می‌کند.
این باشگاه در آغاز سال ۲۰۰۹ توسط شرکت هگلمن که یک شرکت حمل و نقل و لجستیک آلمانی است با نام باشگاه فوتبال هگلمن لیتوانی تأسیس شد؛ در ژانویه ۲۰۲۲، این باشگاه لوگو و نام رسمی خود را به هگلمن تغییر داد و کلمه لیتوانی را حذف کرد.
از جمله بازیکنانی که برای این باشگاه بازی کرده‌اند می‌توان به کارلوس دوکه و ارتم شدری اشاره کرد.